# Limoniscus
Limoniscus is een geslacht van kevers uit de familie  
kniptorren (Elateridae).
Het geslacht is voor het eerst wetenschappelijk beschreven in 1905 door Reitter.

## Soorten
Het geslacht omvat de volgende soorten:
- Limoniscus ainu (Ôhira, 1968)
- Limoniscus amamiensis (Ôhira, 1966)
- Limoniscus atricolor (Lewis, 1879)
- Limoniscus elegans (Buysson, 1891)
- Limoniscus henanensis Schimmel, 2006
- Limoniscus hinakurai Kishii, 1998
- Limoniscus hiramatsui (Ôhira, 1976)
- Limoniscus hosodai (Kishii, 1989)
- Limoniscus imitans (Lewis, 1894)
- Limoniscus katoi Kishii, 2002
- Limoniscus kawaharai Kishii, 2002
- Limoniscus kraatzi (Candèze, 1879)
- Limoniscus kucerai Schimmel, 2006
- Limoniscus limbatipennis (Nakane & Kishii, 1955)
- Limoniscus montivagus (Lewis, 1894)
- Limoniscus naomii Kishii, 1997
- Limoniscus niponensis (Lewis, 1894)
- Limoniscus ogatai (Kishii, 1985)
- Limoniscus rufipennis (Lewis, 1894)
- Limoniscus rufovittatus (Ôhira, 1963)
- Limoniscus shaanxiensis Schimmel, 2006
- Limoniscus suturalis (Gebler, 1844)
- Limoniscus takabai Kishii, 1997
- Limoniscus violaceus (Müller, 1843)
- Limoniscus vittatus (Candèze, 1873)
- Limoniscus wittmeri Chassain, 1998
- Limoniscus yamato Kishii, 1998